# Председник Владе Државе Израел
Председник владе Израела (хебр. ראש הממשלה) је изабрани лидер израелске владе. Он или она је и лидер већинске старнке у израелском парламенту Кнесету. Често га се назива премијером.
По оснивању, држава Израел је усвојила парламентарни политички систем, са премијером на челу владе, и председником државе чија функција је махом церемонијална. Увођењем директних избора за премијера, улога премијера је постала још значајнија, јер влада може да постоји без већине у парламенту (Кнесету). Ова пракса је ипак довела до претеране фрагментације политичког система, па је повратак на стари систем одобрен 2001, а на снагу је ступио од 2003. године.

### Премијери Израела (1948-данас)
Укупно једанаест људи је служило на месту премијера Израела. Четворица од њих су имали два раздвојена мандата. 
|     | Име                           | Започео мандат | Завршио мандат                  | Странка                  |
| 1   | Давид Бен-Гурион, 1. мандат   | 1948.          | 1954.                           | Мапаи                    |
| 2   | Моше Шарет                    | 1954.          | 1955.                           | Мапаи                    |
|     | Давид Бен-Гурион, 2. мандат   | 1955.          | 1963.                           | Мапаи                    |
| 3   | Леви Ешкол                    | 1963.          | 1969.                           | Мапаи*                   |
| 4   | Голда Меир                    | 1969.          | 1974.                           | Радничка странка Израела |
| 5   | Јицак Рабин, 1. мандат        | 1974.          | 1977.                           | Радничка странка Израела |
| 6   | Менахем Бегин                 | 1977.          | 1983.                           | Ликуд                    |
| 7   | Јицак Шамир, 1. мандат        | 1983.          | 1984.                           | Ликуд                    |
| 8   | Шимон Перес, 1. мандат        | 1984.          | 1986.                           | Радничка странка Израела |
|     | Јицак Шамир, 2. мандат        | 1986.          | 1992.                           | Ликуд                    |
|     | Јицак Рабин, 2. мандат        | 1992.          | 1995. (убијен за време мандата) | Радничка странка Израела |
|     | Шимон Перес, 2. мандат        | 1995.          | 1996.                           | Радничка странка Израела |
| 9   | Бенјамин Нетанјаху, 1. мандат | 1996.          | 1999.                           | Ликуд                    |
| 10  | Ехуд Барак                    | 1999.          | 2001.                           | Радничка странка Израела |
| 11  | Аријел Шарон                  | 2001.          | 2005.                           | Ликуд                    |
| 12  | Ехуд Олмерт                   | 2005.          | 2009.                           | Кадима                   |
|     | Бенјамин Нетанјаху, 2. мандат | 2009.          | 2021.                           | Ликуд                    |
| 13  | Нафтали Бенет                 | 2021.          | 2022.                           | Нова десница             |
| 14  | Јаир Лапид                    | 2022.          | 2022.                           | Јеш Атид                 |
| (9) | Бенјамин Нетанјаху, 3. мандат | 2022.          | тренутно                        | Ликуд                    |

(*)1968. Мапаи се спојио са другим партијама из Радничког блока (сада Радничка странка Израела)
Види још: Политика Израела